# Neanastatus cinctiventris
Neanastatus cinctiventris is een vliesvleugelig insect uit de familie Eupelmidae. De wetenschappelijke naam is voor het eerst geldig gepubliceerd in 1913 door Girault.